# Бель-Ер-Саут (Меріленд)
Бель-Ер-Саут (англ. Bel Air South) — переписна місцевість (CDP) в США, в окрузі Гарфорд штату Меріленд. Населення — 57 648 осіб (2020).

## Географія
Бель-Ер-Саут розташований за координатами 39°30′22″ пн. ш. 76°19′17″ зх. д. / 39.50611° пн. ш. 76.32139° зх. д. (39.506224, -76.321297).  За даними Бюро перепису населення США в 2010 році переписна місцевість мала площу 40,76 км², з яких 40,58 км² — суходіл та 0,19 км² — водойми.

## Демографія
Згідно з переписом 2010 року, у переписній місцевості мешкало 47 709 осіб у 17 993 домогосподарствах у складі 12 790 родин. Густота населення становила 1170 осіб/км².  Було 18795 помешкань (461/км²).
Расовий склад населення:
| - 85,8 % — білих - 7,1 % — чорних або афроамериканців - 3,9 % — азіатів - 0,2 % — корінних американців - 0,1 % — вихідців з тихоокеанських островів |

До двох чи більше рас належало 2,1 %. Частка іспаномовних становила 3,4 % від усіх жителів.
За віковим діапазоном населення розподілялося таким чином: 25,7 % — особи молодші 18 років, 62,5 % — особи у віці 18—64 років, 11,8 % — особи у віці 65 років та старші. Медіана віку мешканця становила 37,6 року. На 100 осіб жіночої статі у переписній місцевості припадало 93,0 чоловіків;  на 100 жінок у віці від 18 років та старших — 89,1 чоловіків також старших 18 років.
Середній дохід на одне домашнє господарство  становив 105 164 долари США (медіана — 87 548), а середній дохід на одну сім'ю — 120 738 доларів (медіана — 101 282). Медіана доходів становила 71 154 долари для чоловіків та 52 990 доларів для жінок. За межею бідності перебувало 4,9 % осіб, у тому числі 6,4 % дітей у віці до 18 років та 6,4 % осіб у віці 65 років та старших.
Цивільне працевлаштоване населення становило 24 947 осіб. Основні галузі зайнятості: освіта, охорона здоров'я та соціальна допомога — 24,9 %, науковці, спеціалісти, менеджери — 12,4 %, роздрібна торгівля — 11,8 %.